# Chasco-preto

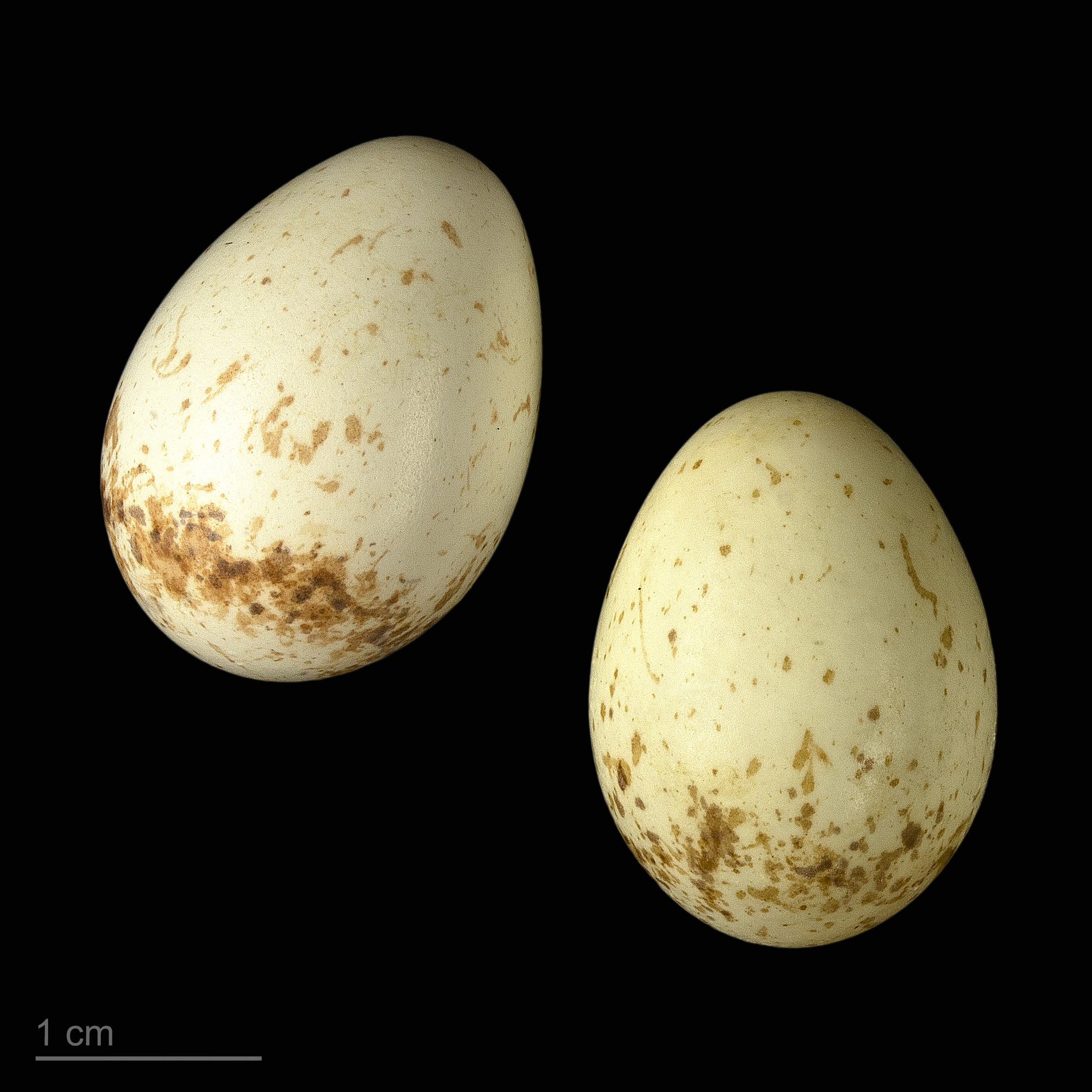
Oenanthe leucura syenitica - MHNT

O Oenanthe leucura, comummente conhecida como chasco-preto, é uma ave da família dos Turdídeos. É um pouco maior que os outros chascos e caracteriza-se pela plumagem preta, que contrasta fortemente com a cauda branca.
Este chasco distribui-se pela Península Ibérica e pelo norte de África, frequentando sobretudo ambientes rupícolas. Em Portugal é uma espécie rara.

## Nomes comuns
Dá ainda pelos seguintes nomes comuns: frade (não confundir com a Recurvirostra avosetta, ave com a qual partilha este nome) , melro-buraqueiro,melro-pedreiro, negrita e rabo-branco (não confundir com a Oenanthe oenanthe, ave que com ela partilha este nome).